# نخوتاکوتا
نخوتاکوتا (به لاتین: Nkhotakota) یک شهر در مالاوی است که در منطقه مرکزی مالاوی واقع شده‌است.

## خصوصیات
نخوتاکوتا ۳۳٬۱۵۰ نفر جمعیت دارد و ۴۷۱٫۸۴ متر بالاتر از سطح دریا واقع شده‌است.

## جمعیت
| سال  | جمعیت  |
| ---- | ------ |
| ۱۹۸۷ | ۱۲٬۱۶۳ |
| ۱۹۹۸ | ۱۹٬۴۲۱ |
| ۲۰۰۸ | ۳۳٬۱۵۰ |